# Anne de Chantraine
Anne de Chantraine (1605 - 17 de octubre de 1622) fue una de las varias personas sometidas, acusadas y quemadas vivas por ser bruja en la caza de brujas del siglo XVII.

## Biografía
Anne de Chantraine nació c. 1605. Fue procesada por brujería a la edad de diecisiete años, siendo quemada viva hacia el 17 de octubre de 1622 en Waret-la-Chaussee, (Lieja, Bélgica) o quizás en Francia. Múltiples obras en francés han cubierto su vida, siendo su historia revisada en revistas como TIME.

## En la cultura popular
Anne de Chantraine es un  personaje jugador en la saga de videojuegos Nightmare/Atmosfear.